# Тхыонги

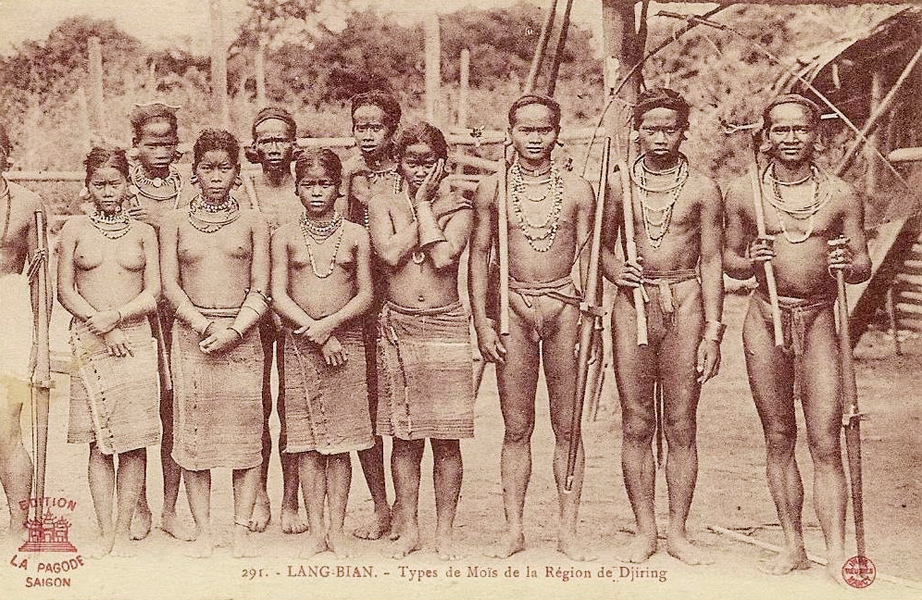
«Монтаньяры», фотография Франсиса Деколи

Тхыонги (вьет. người Thượng, тьы-ном 𠊚上, нгыой тхыонг), также дегары, монтаньяры — совокупное название нескольких коренных народностей плоскогорья Тэйнгуен. «Столицей» монтаньяров считается Буонметхуот, бывший Лакзао. Тхыонги в основном живут за счёт переложного земледелия и торговли. Говорят на мон-кхмерских и малайско-полинезийских языках. Удалённость тхыонгов от власти позволила им довольно долго оставаться вне фокуса правительственных сил, однако ситуация изменилась во второй половине XX века, когда южновьетнамское правительство решило занять плодородные земли тхыонгов и ассимилировать их. Вьетнамское правительство до сих пор проводит в отношении тхыонгов политику дискриминации (особенно религиозной), вплоть до применения пыток.

## Название и состав

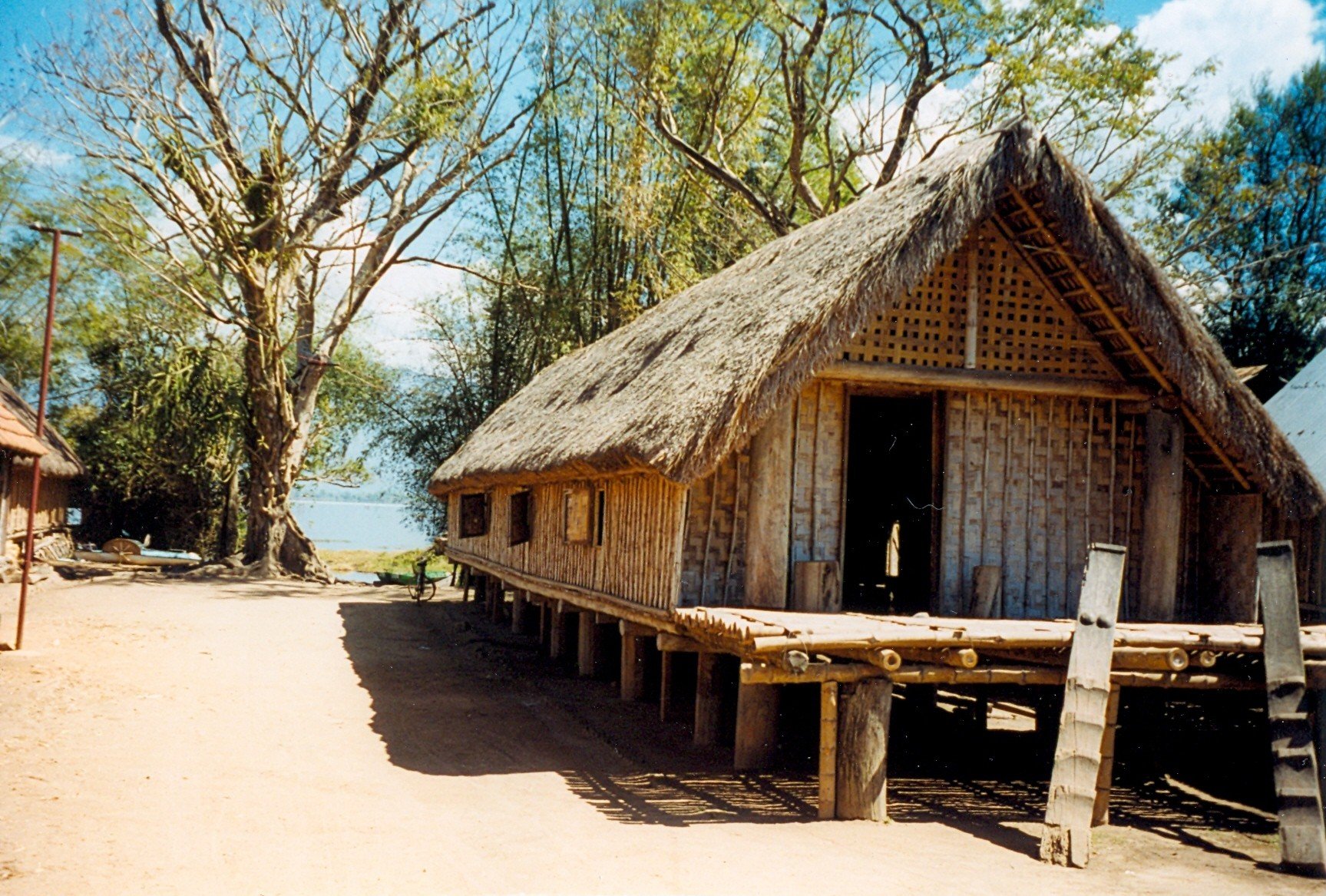
Мнонгский длинный дом

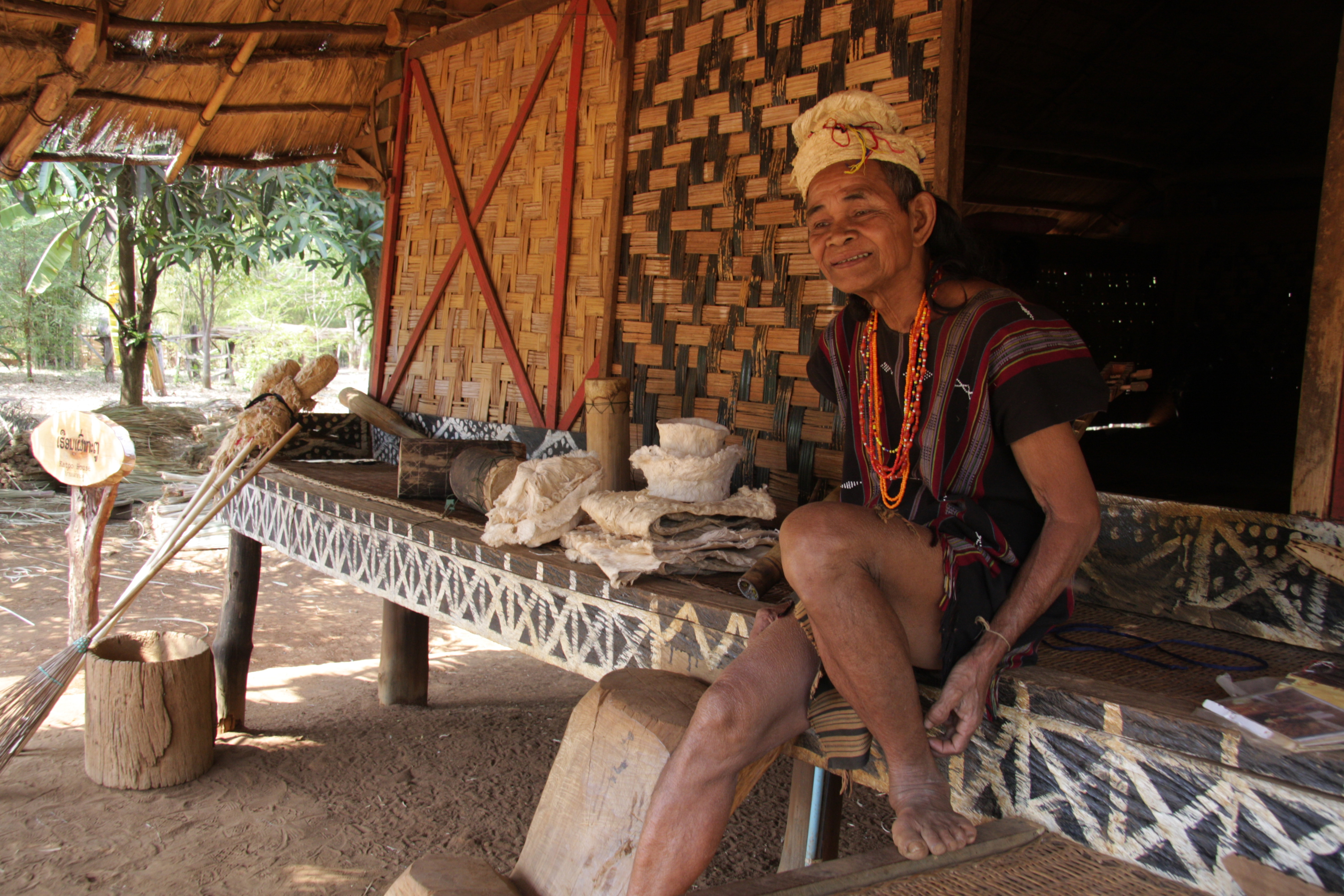
Пожилой мужчина-кату

Термин «тхыонги» — собственно вьетнамский и происходит от слова «тхыонг» (сверху, верх); слово «монтаньяры» происходит от французского термина (фр. montagnard), «горец»; «дегары» или «дега» — самоназвание тхыонгов, которое они употребляют со времени Вьетнамской войны; устаревший вьетнамский пейоративный термин для именования этой группы народов — «мой» (mọi), дословно «дикие», европейцы использовали его нейтрально. В то же время, когда использовалось слово «мой», относительное распространение получили лаосское название тхыонгов «кха» и кхмерское «пхнонг» (оба означают «раб»).
Совет по проблемам национальных меньшинств Вьетнама (англ. Council of Indigenous Peoples in Today’s Vietnam) перечисляет 28 народностей в составе группы тхыонгов: банар, бонам (бахнарская субэтническая группа), бру, гар (мнонгская народность), джех, зе (севернобахнарская народность), зярай, кайонг (севернобахнарская народность), кату, куа, ма, мнонги, пуан (зярайская народность), пако, раглай, ронгао (севернобахнарская народность), ролом (мнонгская народность), седанги, срэ, стиенг, таой, тюру, тьрау, фыонг (катуйская народность), халанг (седангская народность), хдрунг (зярайская народность), хрой (тямская народность), хрэ, эде.
Отчёт RAND Corporation 1967 года перечисляет следующие народы: бахнар (включая алаконг, толо, боном, голар, тосунг, джолонг, контум, ходронг, крем, конкоде), бру, тьрау, тюру, кохо, кор (куа), халанг (койонг), хрэ, тям-хрой, зярай (включая арап, хабау, ходрунг, сесан, тюти, пеликли, пуан, хрюэ), зе, кату, кохо, ма, мнонги (включая нонг, дре, бунор, бурунг, бупранг, бунон, дибри, рохонг, вуэнь, ролом, гар, тил), монам, ноп, пако, фыонг, рай (сею), ренгао, эде, раглай, седанг, срэ, стиенг (включая булать, будип, було).

## История

### Французская администрация
Ещё задолго до французской колонизации тхыонги контактировали с тямами, кхмерами и лао. С 1913 по 1926 год управляющий провинцией Дарлак (современный Даклак) Леопольд Сабатье начал курс, ориентированный на нужды горных племён, в частности, используя тхыонгское право и укрепляя элиту народа эде. Сабатье в отчёте французскому правительству заключил, что все контакты со вьетами были пагубны для тхыонгов, предлагая нанять чернорабочих с Явы для обработки дегарских земель.
Французская администрация с конца 1930-х годов считала тхыонгов одним народом (и противопоставляла вьетам), несмотря на явные культурные и языковые различия внутри группы, делая акцент на их общности. Результаты усилий Сабатье и в целом политики Франции подчёркивания различий между вьетами и дегарами позже послужили основой для создания организации UFLOR.
27 мая 1946 года французский адмирал Жорж д’Аржанльё создал автономный тхыонгский регион «Земля монтаньяров в Южном Индокитае» (фр. Pays Montagnards Du Sud Indochinois), гарантировав тем самым дегарам право на самоопределение и самоуправление. Ото всех следовавших за французами управленцев ожидалось, что они также предоставят тхыонгам определённые свободы и права.
После разделения Вьетнама регион был передан южновьетнамской администрации под управлением Нго Динь Зьема, который заменил местных управленцев на этнических вьетов и провозгласил тхыонгов меньшинством на их исконной территории. Хо Ши Мин в свою очередь обещал тхыонгам автономию, если он придёт к власти на юге. На деле же давление на дегаров оказывали обе стороны.

### Южный Вьетнам
Политика Нго Динь Зьема предполагала полную ассимиляцию дегаров. В частности, в 1958 и 1959 годах были выпущены законы, запретившие тхыонгам владеть собственной землёй. Эти действия вызвали резкий подъём национального самосознания в 1958 году и появление нескольких лидеров националистического движения, в частности, активистом-эде по имени И Бхам Энюол была основана тхыонгская националистическая организация BAJARAKA, позже слившаяся с Фронтом освобождения Тямпы и Фронтом освобождения Кампучии-кром в Объединённый фронт освобождения угнетённых народов.
В целом политику ассимиляции оценивают как непрофессиональную и невежественную. Администрация Нго Динь Зьема запретила преподавание на дегарских языках, приказала переименовать множество топонимов на плоскогорье, а солдат-тхыонгов принудила взять вьетнамские имена. Эде было запрещено носить традиционную одежду в Буонметхуоте, а в Плейку зярай заставляли строить дома во вьетнамском стиле вместо привычного.
9 сентября 1958 года BAJARAKA провела в Буонметхуоте пятичасовую демонстрацию, а 15 сентября лидеры националистического движения И Бхам Энюол, Паул Нур (бахнар), Най Луэтт (зярай), И Джу Эбан (эде), Тоуне Йо (тьру), Сиу Сипп (зярай) и И Тинь Эбан (эде) были арестованы тайной полицией. Нго Динь Зьем распустил дегарское отделение национального управленческого института, из-за чего молодёжь тхыонгов не могла попасть в администрацию с 1958 по 1964 год; а также приказал конфисковать всё оружие.
Обещания Нго Динь Зьема, данные при принятии присяги в 1955 году, не были выполнены. Тхыонги оставались необразованными, их зарплаты — ниже, чем у вьетов, в больницах врачи не помогали тхыонгам, в армии горным народам было сложнее получить повышение.
В 1964 году тхыонги подняли крупное восстание, угрожавшее Буонметхуоту; среди требований, выдвинутых активистами — сохранение традиционного уклада жизни и увеличение роли самоуправления, а также создание социоэкономических программ в поддержку тхыонгов и назначение их право собственности над исторически населёнными дегарами землями. Премьер-министр Вьетнама Нгуен Кхань пообещал выполнить требования тхыонгов и вернул институт местного традиционного права, а также разрешил преподавание тхыонгских языков в начальных школах.
Годом позднее Нгуен Као Ки начал новые переговоры с тхыонгами, за их провалом последовало короткое, но жестокое восстание, в течение которого дегары непродолжительное время удерживали город Зянгиа, административный центр провинции Дакнонг. После этого южновьетнамское правительство создало Комиссию по делам тхыонгов.
Вьетнамское правительство арестовало И Бхам Энюола и нескольких его соратников и заключило в тюрьму, после чего И Бхам Энюол бежал в Кампучию.
В 1967 году И Бхам Энюол официально предложил сайгонскому правительству подписать хартию из восьми пунктов (среди них — требование автономии, возвращение всех служащих вдали от родины тхыонгов назад, право поднимать флаг дегаров на ту же высоту, что и вьетнамский), однако ответа не последовало.

### Вьетнамская война

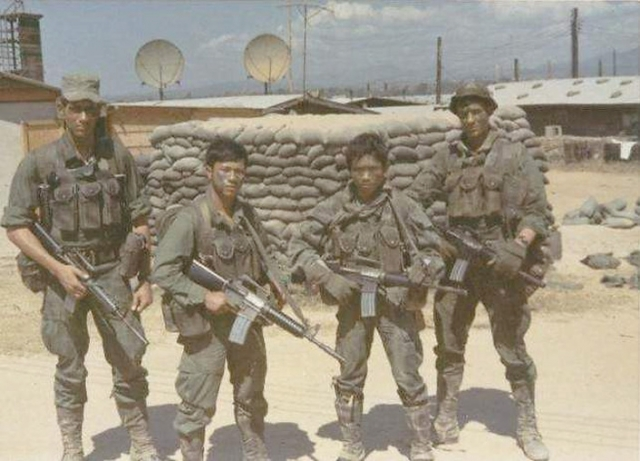
Тхыонги-солдаты во время Вьетнамской войны

В 1970-х годах коммунисты начали военные действия на центральном нагорье, зачастую занимая и используя деревни тхыонгов как живые щиты. И Бхам Энюол, находившийся в изгнании вместе с соратниками, попросил убежища во французском посольстве, но, не получив его, был убит красными кхмерами вместе с остальными.
Тхыонги боролись как против коммунистического правительства, так и против Южного Вьетнама. Традиционно сложные отношения с вьетами и протестантизм, в который была обращена часть тхыонгов, заложили базу для американо-дегарского сотрудничества (южновьетнамское правительство даже начало опасаться того, что США начнёт требовать для них независимости). Американские специалисты, в частности, ЦРУ, в период с 1956 по 1962 выпустили множество исследований, доказывавших важность установления хороших отношений с дегарами, учитывая их навыки ведения войны в джунглях и развитую систему разведки.
Американская миссия в Сайгоне спонсировала подготовку тхыонгов войсками специального назначения. На дегаров надеялись как на военную силу и предполагалось, что они помогут остановить распространение симпатий к Вьетконгу. Позже, с перемещением линии фронта на центральное плоскогорье, роль тхыонгов стала ещё важнее, поэтому в тхыонгских районах были открыты тренировочные базы. Около 40 000 тхыонгов воевали вместе с американскими солдатами. В отместку в 1967 году северовьетнамские силы совершили резню в деревне Дакшон.

### Современная ситуация
Тхыонги остаются дискриминируемым меньшинством. В результате протестов 2004 года центральное плоскогорье было оцеплено, а вышедшие на улицы христиане-тхыонги избиты и заключены под стражу. Human Rights Watch сообщает о том, что после событий 10—11 апреля 2004 года более 40 человек попали в больницу; имеется свидетельство об убийстве, совершённом правительственными силами. Правозащитные организации оценивают количество убитых в 10—12 человек, имеются и более значительные оценки .
Несмотря на общее улучшение ситуации с религиозными свободами, религиозная литература всё ещё иногда изымается, а владеющие ей попадают в тюрьмы.
Montagnard Foundation, Inc. сообщает о нападениях на фермеров и принудительном переселении нескольких деревень, сопровождавшемся поджогами.
Более 350 заключённых-тхыонгов оставались во вьетнамских тюрьмах на 2006 год; большинство из них попали за решётку за участие в мирном протесте, однако официальные обвинения были выдвинуты за «разрушение национального единства» и «нарушение общественного порядка».
После падения Сайгона тысячи дегаров бежали в Камбоджу, боясь преследования; США переселили около 2000 тхыонгов на свою территорию, в частности, в Северную Каролину, и в городе Гринсборо проживает крупнейшая за пределами Вьетнама община дегаров. Сообщается, что переселенцы испытывают множество трудностей на новом месте: разрушение традиционного уклада, ассимиляцию и потерю культурной идентичности в результате межнациональных браков. С другой стороны, местные христианские организации и репутация трудолюбивых работников помогают преодолеть трудности, связанные с переменой места жительства.

## Символика

Флаг FULRO

Партизанское движение FULRO использовало сине-красно-зелёный флаг с тремя звёздами.
Тхыонгские организации использовали на своих флагах красный, белый и зелёный цвет, а также изображение слона, однако к настоящему времени существует несколько различных флагов без единого дизайна. Фонд христиан-дегаров использует флаг с белым андреевским крестом, смещённым в верхний левый угол, с красным и зелёным полями.

## Отражение в искусстве

### В кино
- «Бродячий цирк» (1988) — вьетнамский фильм, режиссёр Вьет Линь. Бродячая цирковая труппа приезжает в деревню одного из племён тхыонгов. Местные нищие и голодные жители всерьёз воспринимают цирковые фокусы. Хозяин цирка за золото обещает накормить всю деревню рисом из волшебной корзины.